# Nestor (imię)
Nestor – imię męskie pochodzenia greckiego. Istnieją liczni święci o tym imieniu.
Nestor imieniny obchodzi: 26 lutego, 27 lutego, 4 marca, 8 września, 9 listopada.
Osoby noszące to imię:
- Nestor – jeden z bohaterów Iliady
- Nestor – najstarszy kronikarz Rusi Kijowskiej (por. Powieść minionych lat)
- Néstor Almendros
- Nestor Bujnicki (1863–1914) – rosyjski generał lejtnant, inżynier, profesor
- Nestor l` Hôte – francuski egiptolog i rysownik
- Néstor Kirchner (1950–2010) – argentyński polityk, prezydent Argentyny
- Nestor Kukolnik – rosyjski pisarz i dramaturg
- Nestor Machno
- Nestoriusz
- José Néstor Pekerman – argentyński piłkarz i trener piłkarski